# Lista över länder efter tennproduktion
Detta är en lista över länder efter tennproduktion (2014).
| Pos | Land           | Tennproduktion (ton) |
| --- | -------------- | -------------------- |
| —   | Världen        | 296000               |
| 1   | Kina           | 125000               |
| 2   | Indonesien     | 84000                |
| 3   | Peru           | 23700                |
| 4   | Bolivia        | 18000                |
| 5   | Brasilien      | 12000                |
| 6   | Myanmar        | 11000                |
| 7   | Australien     | 6100                 |
| 8   | Vietnam        | 5400                 |
| 9   | Malaysia       | 3500                 |
| 10  | Kongo-Kinshasa | 3000                 |
| 11  | Rwanda         | 2000                 |
| 12  | Laos           | 800                  |
| 13  | Ryssland       | 600                  |
| 14  | Nigeria        | 500                  |
| 15  | Thailand       | 200                  |
| 16  | Andra länder   | 100                  |